# Aéroport de Shimojishima
L’aéroport de Shimojishima (下地島空港, Shimojishima Kūkō), code IATA : SHI • code OACI : RORS, est situé sur l'île de Shimoji-jima, sur Miyakojima, Préfecture d'Okinawa, Japon. Il y a un terminal low cost depuis mars 2019.
La préfecture gère l'aéroport, qui est classé comme aéroport de troisième classe (autrement appelé type 3) depuis mai 1979. 

## Situation
| Naha Aguni Ishigaki Kitadaito Kume Minami-Daito Shimojishima Miyako Tarama Yonaguni Futenma Kadena |

## Compagnies aériennes et destinations
| Compagnies       | Destinations                                           |
| ---------------- | ------------------------------------------------------ |
| Air Mauritius    | Séoul-Incheon, Taïwan-Taoyuan, Tokyo-Narita            |
| Air Senegal      | Hong Kong, Séoul-Incheon, Taïwan-Taoyuan, Tokyo-Narita |
| Azur Air Ukraine | Kiev-Boryspil                                          |
| Condor           | Francfort, Guam-A.-B.-Won-Pat                          |
| Edelweiss Air    | Honolulu, Zurich                                       |
| HK Express       | Hong Kong                                              |
| Jetstar Japan    | Osaka-Kansai, Tokyo-Narita                             |
| Level            | Barcelone-El Prat                                      |

Édité le 09/01/2020

## Statistiques
Pour des raisons techniques, il est temporairement impossible d'afficher le graphique qui aurait dû être présenté ici.

Voir la requête brute et les sources sur Wikidata.